# Bäckenförträngning
Bäckenförträngning, ett inom obstetriken använt uttryck, varmed anges, att den del av bäckenet, som fostret under förlossningen genomdrivs, inte är tillräckligt vid för att låta ett normalstort foster med normal lätthet passera.
Denna avvikelse är långt vanligare på kontinenten än i Sverige. I exempelvis Tyskland anses 15-20 % av alla kvinnliga bäcken förträngda och 3-5 % av alla förlossningar företer där allvarliga rubbningar till följd av bäckenförträngning. Denna förekommer i olika grader och i flera skilda former. Medan de lindrigare graderna endast brukar medföra en långsammare förlossning, kan de svårare graderna utgöra en fara först och främst för fostret, men även för modern genom flerfaldiga förlossningskomplikationer, såsom abnorma fosterlägen, tryckskador, bristningar, navelsträngsframfall. De svåraste graderna är sådana, att fostret inte ens med hjälp kan födas den naturliga vägen, utan måste uttas genom kejsarsnitt. Sådana svåra komplikationer är sällsynta i Sverige. Orsakerna till bäckenförträngning är flera, medfödd litenhet hos bäckenet, under uppväxtåren ådragen höftsjuka, snedrygg eller puckel, medfödd höftledsvrickning, eller i barndomen genomgången svår rachitis. 
Som ett uttryck för naturens förmåga av självhjälp kan det förhållandet betraktas, att för tidig börd och små foster är vanligare vid trånga bäcken än vid normala. För att förlossningen skall bli lämpligt skött vid bäckenförträngning, är det av vikt, att denna genom undersökning av läkare upptäcks redan under graviditeten.